# Fota Wildlife Park
Le Fota Wildlife Park est un parc zoologique irlandais de 40 hectares situé près de Cork, sur la presqu'île de Fota, au bord du Loch Machain. Il est la propriété de la Société Zoologique d'Irlande. Ouvert en 1983, le parc présente près de 30 espèces de mammifères et 50 espèces d'oiseaux.
Certains animaux sont présentés dans des espaces que les visiteurs peuvent traverser, comme les tels que les lémurs cattas et les wallabies, tandis que les animaux plus grands, comme les girafes et les bisons, vivent dans des enclos dissimulant les barrières au public. La Fota Wildlife Park présente aussi notamment des pandas roux, des tapirs, des siamangs.

## Historique
La presqu'île de Fota est l'ancienne propriété de la famille Smith-Barry, descendants de Normands qui vinrent envahir l'Irlande au XIIe siècle. Leurs terres étaient à l'origine plus vastes, puis ont diminué au fil du temps jusqu'à ce qu'elles se limitent à cette presqu'île. Elle fut finalement vendue à l'université de Cork en 1975.
Pendant ce temps, le Zoo de Dublin atteint le maximum de son développement compte tenu de l'espace dont il dispose. Ainsi, en 1979, le directeur du Zoo de Dublin propose à la Société Zoologique d'Irlande, qui l'administre, qu'un nouveau parc zoologique soit créé et propose le site de la presqu'île de Fota. La même année, cette société entérine cette décision. L'université de Cork offre alors les terres, contre l'instauration d'un partenariat avec la société zoologique d'Irlande. Le Fota Wildlife Park devient un projet commun entre ces deux entités. Des fonds furent collectés par des comités à Dublin et à Cork. Tous les fonds ainsi soulevées le furent par des particuliers, à l'exception de la contribution du Bord Fáilte, l'organisme de promotion du tourisme en Irlande, pour les clôtures.
Les premiers animaux ont commencé à arriver fin 1982 et le parc est inauguré pendant l'été 1983 par le président de la république d'Irlande, Patrick Hillery.

## Installations et animaux

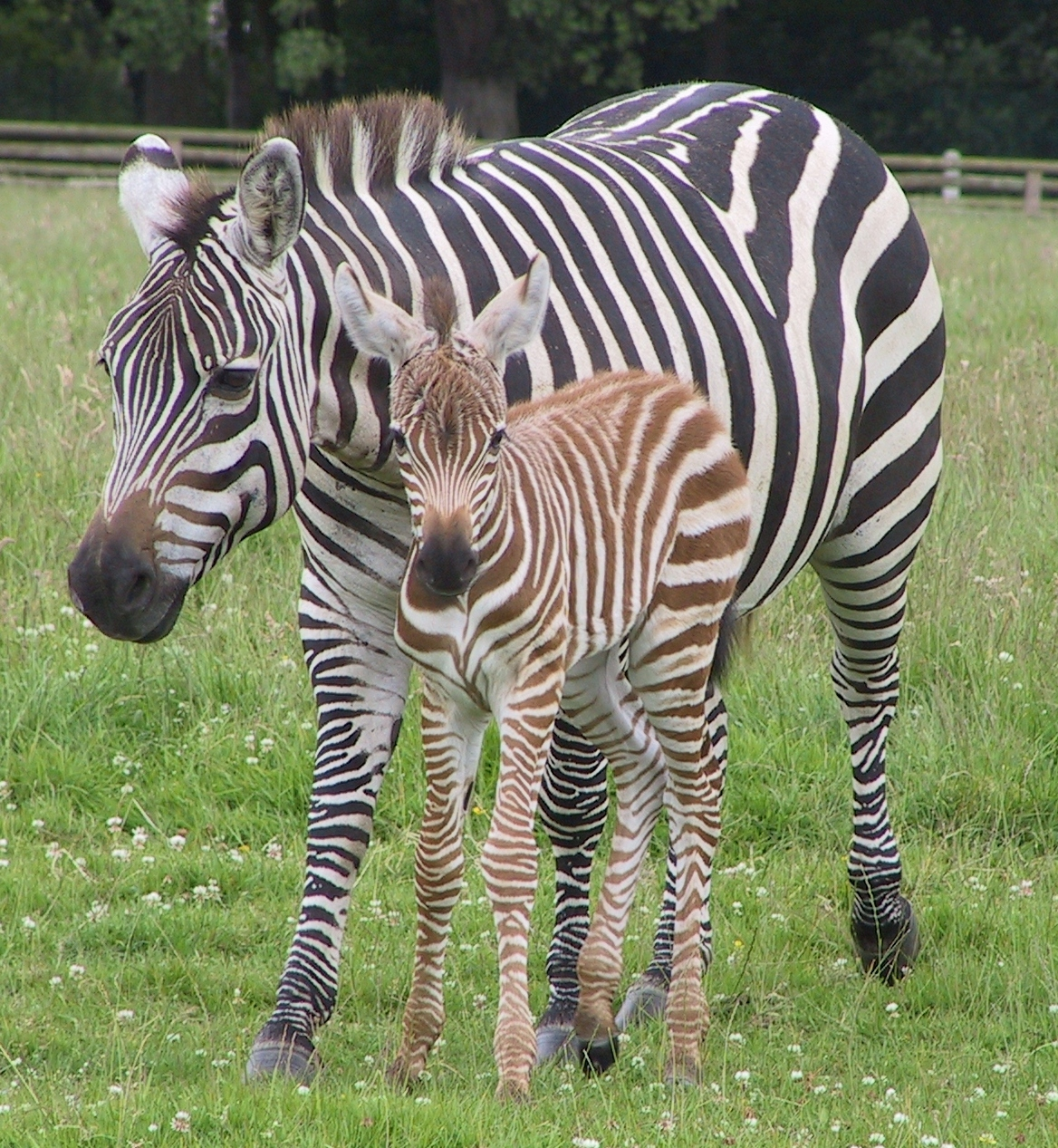
Un zèbre et son petit au Fota Wildlife Park.

### Cheetah run
Afin de faire se dépenser ses guépards et de leur fournir un enrichissement, le parc installe un "Cheetah Run" en 2006. Cet appareil permet de suspendre des aliments à un fil tendu à 3 m du sol et de les faire se mouvoir à 65 km/h environ.

### Centre éducatif
Dans le cadre des missions de conservation de la nature et d'éducation du parc, un centre éducatif a été ouvert et propose des cours sur divers sujets, y compris l'écologie et la conservation. Ceux-ci sont destinés à des élèves scolarisés en école primaire et secondaire, et le centre propose également des camps d'été pendant les vacances scolaires. Chaque année, près de 13 000 élèves passeraient par ce centre éducatif[réf. nécessaire].

### Maison tropicales et des grands félins
Le Fota Wildlife Park a célébré son 30e anniversaire, le 22 juin 2013 et à la suite de cet anniversaire, a annoncé la création d'une "Maison Tropicale" et d'une zone thématique de 11 hectares nommée "Sanctuaire asiatique". Dès 2015, des habitats pour les tigres de Sumatra, les rhinocéros indiens et les macaques à queue de lion ont été ouverts,, avec des enclos pour les lions asiatiques prévus pour des ajouts ultérieurs à au "Sanctuaire asiatique".

## Fréquentation
En 2013, il a reçu 365 396 visiteurs. Le parc aurait une fréquentation annuelle de plus de 440 000 visiteurs.[réf. nécessaire]

## Prix
En novembre 2016, il a reçu le prix de "Destination expérience de l'Année" par Customer Experience Insights (CXi). Il est également dans le top 25 des Zoos/Parcs d'Animaux en Europe dans le classement 2015 des TripAdvisor Travellers Choice Awards.